# Редан-1
«Редан-1» (до принятия на вооружение — «Марс-1») — радиолокационная станция управления артиллерийским огнём.

## История разработки и характеристики
Тактико-технические требования ВМФ на станцию «Марс-1» были утверждены 9 апреля 1945 года. Радиолокационная станция разрабатывалась под руководством А. С. Гринштейна при активном участии Ф. В. Лукина, А. А. Шишова, А. К. Балаяна и С. И. Ноздрина.
Станция дециметрового диапазона волн с мощностью излучения в импульсе около 60 кВт. Способна обнаруживать и пеленговать эсминцы на расстояниях не менее 85 кабельтовых со срединными ошибками: по дальности — 0,25 каб, по курсовому углу — 4°.
Опытный образец станции проходил государственные испытания в июле — августе 1945 года на крейсере «Молотов» под руководством командующего эскадрой Черноморского флота вице-адмирала С. Г. Горшкова. В испытаниях участвовали руководитель разработки РЛС А. С. Гринштейн и офицеры флота А. А. Никитин, В. А. Пархоменко (командир крейсера), И. Л. Кренгауз и А. П. Вержиковский.
В ходе государственных испытаний были подтверждены заданные требования заказчика. Нарком ВМФ Н. Г. Кузнецов, утвердив акт государственной комиссии, своим приказом принял РЛС на вооружение кораблей класса «крейсер» под названием «Редан-1». Директор предприятия В. Д. Калмыков, а также ведущие инженеры разработки А. С. Гринштейн, Ф. В. Лукин, А. А. Шишов, А. К. Балаян и С. И. Ноздрин были удостоены за создание станции Государственной премии СССР.